# Crowder (Missisipi)
Crowder – miasto w Stanach Zjednoczonych, w stanie Missisipi, w hrabstwie Quitman.